# Iúçufe ibne Ali

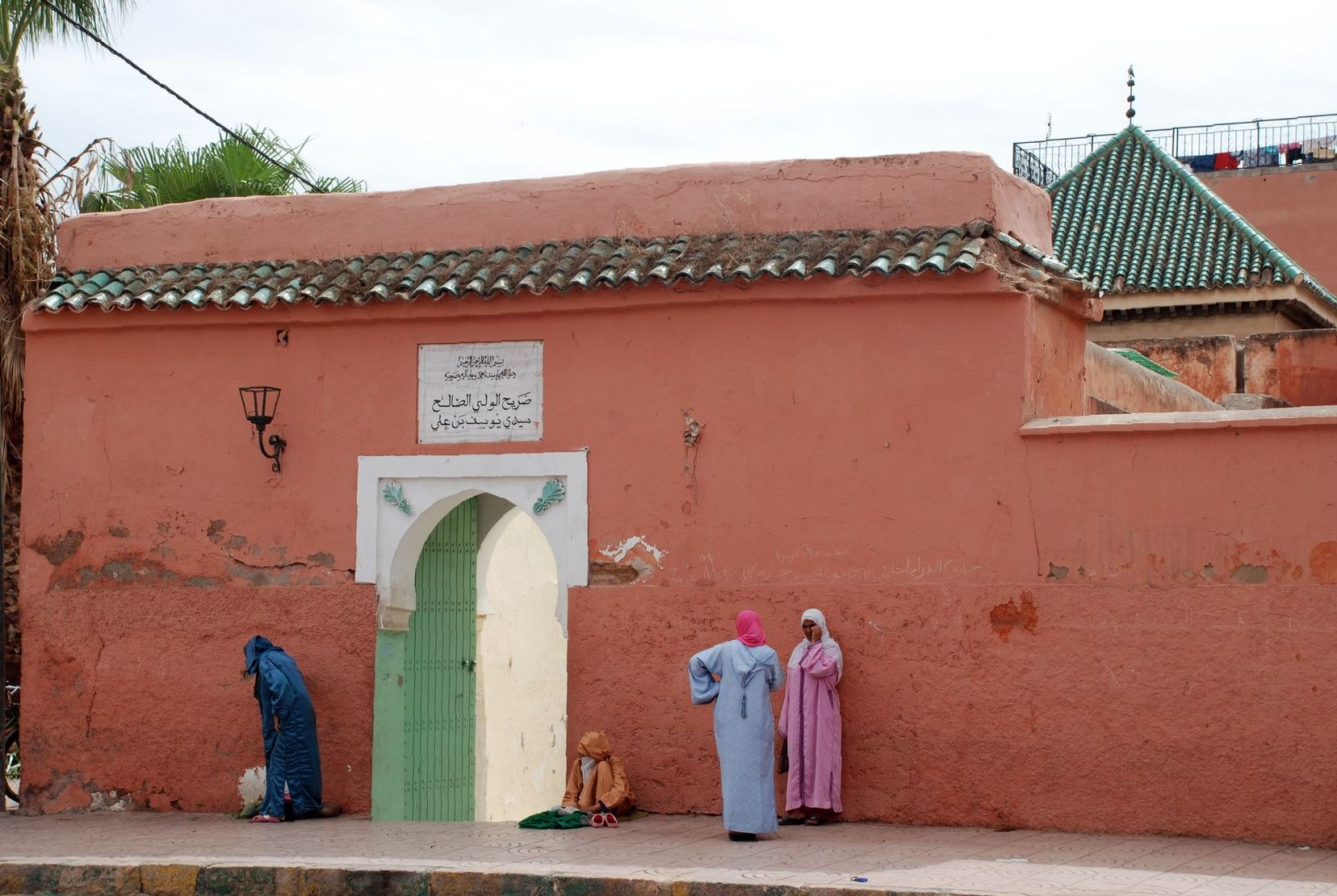
Exterior do Mausoléu de ibne Ali, em Marraquexe

Cide Iúçufe ibne Ali (Sidi Youssef ben Ali, Abu Iacube Iúçufe ibne Ali (Abu Yaakub Youssef ben Ali), Iúçufe ibne Ali (Yusuf bin Ali) ou Iúçufe ibne Ali Assanhaji (Yusuf bin Ali as-Sanhagi; m. 1196) foi um místico sufi de origem  iemenita, um discípulo brilhante do xeque Abu Asfur e um dos Sabatu Rijal (Sete Santos de Marraquexe). Atacado pela lepra, passou a maior parte da sua vida na leprosaria situada junto à Babe Agmate, em Marraquexe, Marrocos.
Apesar da sua terrível doença, manteve até à sua morte uma fé inabalável. O seu mausoléu foi mandado edificar pelo sultão saadiano Mulei Abedalá. A zauia situa-se em frente ao Babe Agmate. O prenome "Cide" (tradução aproximada: santo) deve-se aos sofrimentos por que passou e à sua fé.